# Walckenaeria uenoi
Walckenaeria uenoi este o specie de păianjeni din genul Walckenaeria, familia Linyphiidae, descrisă de Saito și Teruo Irie în anul 1992. Conform Catalogue of Life specia Walckenaeria uenoi nu are subspecii cunoscute.